# フィリップ・ファイソン

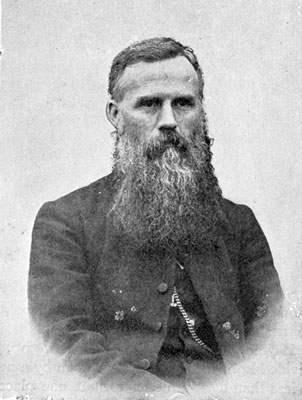
"The Right Rev. Bishop Fyson" in a 1902 publication

フィリップ・ケンボール・ファイソン（Philip Kemball Fyson、1846年 - 1928年1月30日）は、英国聖公会宣教協会(CMS)から日本に派遣された宣教師である。

## 生涯
1848年にイギリスサフォーク州ブリー・セイント・エドモントで生まれる。ケンブリッジ大学クライスト・カレッジで学ぶ。1872年に祭司に任職され、ドライプール教会で奉仕する。
日本派遣宣教師に任命され1874年（明治6年）4月にジョン・パイパーと共に来日し東京に入る。ファイソンは、日本語を学んだ後、1875年新潟に行く。1882年に学校町に講義所を建てる。牧岡鉄弥、芥川清五郎に洗礼を授ける。
その後、グイド・フルベッキやジェームス・カーティス・ヘボンらと共に明治元訳聖書の翻訳に携わる。
1889年には大阪三一神学校の校長になる。北海道地方部初代主教としてファイソンが派遣される。北海道地方部には、ジョン・バチェラーやウォルター・アンデレスらがいた。アンデレスは、1888年（明治21年）に函館に靖和女学校を開設しており、加えて函館伝道学校も設置されたが、ファイソンは北海道に赴任後、この函館伝道学校の校長に就任した。また、婦人伝道師の養成はミス・タプソンが担い、東川診療所はコルバン博士が担当するなど、それそれの所管があった。
1908年に引退し、イギリスに帰国して余生を過ごす。1928年に死去する。